# خانم صاحبخانه
خانم صاحبخانه یا بانوی میزبان (روسی: Хозяйка، Khozayka) نام رمانی ااز فئودور داستایوسکی، نویسندهٔ رئالیسم است که در سال ۱۸۴۷ نوشته شده‌است.
این رمان داستان مردی به نام اُردینُف است که به دنبال خانه می‌گردد چرا که صاحبخانهٔ سابقش، به دلیل خاصی سن پترزبورگ را ترک کرده‌است و حال او مجبور شده‌است که به دنبال خانهٔ جدیدی بگردد. وی که فردی منزوی و در تمام مدت مشغول فعالیت‌های علمی خود بوده‌است به تجربه‌های جدیدی دست می‌زند و سرانجام زیبایی زنی توجه او را جلب می‌کند و با تعقیب آن‌ها و ملاقات‌های دیگر با زن و پیرمرد همراه او در خانهٔ آن‌ها اتاقی اجاره می‌کند.
داستان حول روابط و احوال درونی اُردینُف، پیرمرد و دخترک زیبا که نام او کاترینا است می‌گذرد.
باید گفت که خلاصهٔ ذکر شده ابداً روایت کلی را بیان نمیکند، خواننده-به دلیل نوع ادبیاتی که داستایفسکی به کار میگیرد-میتواند چندین برداشت از داستان-از روایت کل داستان-داشته باشد، البته با باریک شدن در آن روایتی تقریباً مشخص به دست می‌آید.

## شخصیت‌های اصلی داستان
- واسیلی میخاییلویچ اُردینُف: داستان حول او و زندگی او می‌چرخد.
- ایلیا مورین: پیرمرد همراه کاترین که فردی بد اخلاق و تندخو است.
- کاترینا: دخترک زیبا و جوانی که اردینف به او عشق می‌ورزد.
- یاروسلاو ایلیچ: دوست اردینف که ارادت زیادی به اردینف دارد.

## ترجمه به فارسی
این رمان در ایران، قبل از انقلاب با ترجمهٔ پرویز داریوش و توسط انتشارات نگاه به چاپ رسیده است. همچنین سروش حبیبی این اثر را با نام بانوی میزبان ترجمه کرده و توسط نشر ماهی به چاپ رسانده است.